# Ciao (mascotte)

Sticker représentant Ciao.

Ciao est le nom de la mascotte choisie pour la coupe du monde de football 1990.
C'est un objet design aux couleurs de l'Italie et a une tête en forme de ballon de football.
Son nom a sans doute été choisi pour souhaiter la bienvenue aux équipes concurrentes ainsi qu'aux joueurs de celles-ci.